# 梅桑热
梅桑热（法語：Mésanger，法語發音：[mezɑ̃ʒe] ⓘ）是法国大西洋卢瓦尔省的一个市镇，位于该省东部，属于沙托布里扬-昂斯尼区。

## 地理
梅桑热（47°25'59"N, 1°13'53"W）面积49.75 平方千米，位于法国卢瓦尔河地区大区大西洋卢瓦尔省，该省份为法国西北部沿海省份，位于布列塔尼半岛东南部，北起伊勒-维莱讷省，西北接莫尔比昂省，西临大西洋，南至旺代省，东临曼恩-卢瓦尔省。
与梅桑热接壤的市镇（或旧市镇、城区）包括：库费、穆泽伊、帕讷塞、普耶莱科托、泰耶、拉罗什布朗什、昂斯尼-圣热雷翁。

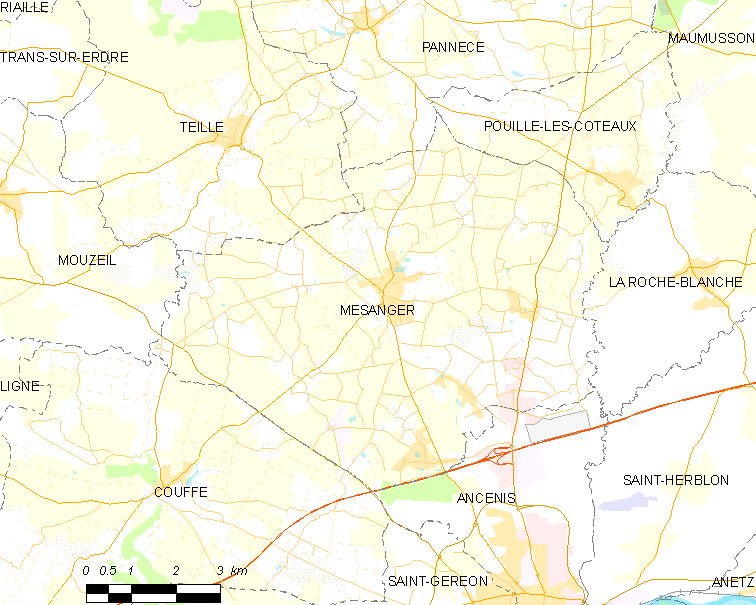
梅桑热的OSM定位图

梅桑热的时区为UTC+01:00、UTC+02:00（夏令时）。

## 行政
梅桑热的邮政编码为44522，INSEE市镇编码为44096。

## 政治
梅桑热所属的省级选区为昂斯尼-圣热雷翁县。

## 人口

1962-2008年间梅桑热人口变化图示

梅桑热于2022年1月1日时的人口数量为4681人。